# Lakhan Lal Mehrotra
Lakhan Lal Mehrotra (hindi : लखन लाल मेहरोत्रा ou Lakhana Maharotrā ; Ramnagar, 1934) est un homme politique et un écrivain indien.

## Biographie
Lakhan Mehrotra est né en 1934 à Ramnagar (District de Nainital). Il reçut son éducation primaire dans sa ville natale. Après sa maîtrise en histoire ancienne, culture et archéologie, à l'Université d'Allahabad, il y est nommé conférencier à l'âge de 21 ans. Il a été président de l'Indian Council for Cultural Relations (en) et du Bharatiya Vidya Bhavan (en) entre 1996-97.
Lakhan Mehrotra est un diplomate. Il rejoint le ministère indien des Affaires étrangères en 1958. Il a été en poste dans plusieurs centres principaux de développements internationaux tels que les capitales de la Chine, de la Union des républiques socialistes soviétiques, de la Yougoslavie et au Sri Lanka où il fut haut-commissaire de l'Inde à Colombo d'avril 1989 à juin 1990. Il a été ambassadeur en Argentine, Uruguay et Paraguay entre 1982 et 1985, en Yougoslavie en 1986, puis représentant spécial au Cambodge du Secrétaire général de l'ONU dans les années 1990.
Du 25 octobre 1999 au 20 mai 2002, il est directeur de l'Administration transitoire des Nations unies au Timor oriental à Jakarta.
Il est l'auteur de plus de 30 ouvrages.